# 빠뿌야 놀자
빠뿌야 놀자는 위브와 동우에이앤이와 세가 사미 홀딩스가 제작한 동명의 장난감 및 시리즈를 기반으로 한 2012년에 방영했던 대한민국과 일본의 애니메이션이다.

## 등장인물 및 생일
- 빠뿌 (Paboo) : 3월 6일
- 빠삐 (Pappy) : 12월 4일
- 로지 (Rosie) : 7월 25일
- 데이비드 (David) : 1월 14일
- 조로 (Zoro) : 6월 27일
- 엠마 (Emma) : 2월 4일
- 피터 (Peter) : 2월 20일
- 페기 (Peggy) : 9월 25일
- 애비 (Abby) : 3월 14일
- 바비 (Bobby) : 3월 16일
- 크리스 (Chris) : 3월 10일
- 프랑크 (Frank) : 9월 20일
- 조지 (Geoge) : 3월 11일
- 한나 (Hanna) : 5월 20일
- 이안 (Ian) : 5월 20일
- 제시 (Jessie) : 3월 13일
- 켈리 (Kelly) : 3월 14일
- 레오 (Leo) : 3월 14일
- M.C. : 8월 8일
- 낸시 (Nancy) : 5월 20일
- 올리버 (Oliver) : 9월 22일
- 퀸시 (Quincy) : 3월 16일
- 스티브 (Steve) : 4월 19일
- 토미 (Tommy) : 5월 14일
- 우노 (Uno) : 5월 20일
- 비너스 (Vinus) : 5월 15일
- 월터 (Walter) : 12월 24일
- 제노 (Xeno) : 5월 31일
- 요크 (York) : 11월 11일

## 목소리 출연
- 양정화: 빠뿌
- 신소윤: 빠삐, 퀸시
- 이지현: 로지
- 오인실: 데이비드
- 이인성: 조로
- 홍소영: 엠마, 제시
- 홍범기: 피터, 제노
- 박신희: 페기, 바비
- 이명희: 앨리스
- 홍진욱: 크리스
- 사성웅: 프랑크
- 박영재: 조지
- 양유진: 한나, 비너스
- 서원석: 이안
- 김민정: 켈리
- 홍수정: 레오, 요크
- 박서진: M.C.
- 김성연: 낸시
- 이경태: 올리버
- 민응식: 스티브
- 최낙윤: 토미
- 심규혁: 우노
- 정영웅: 월터